# Bei der Hitz im Sommer eß ich

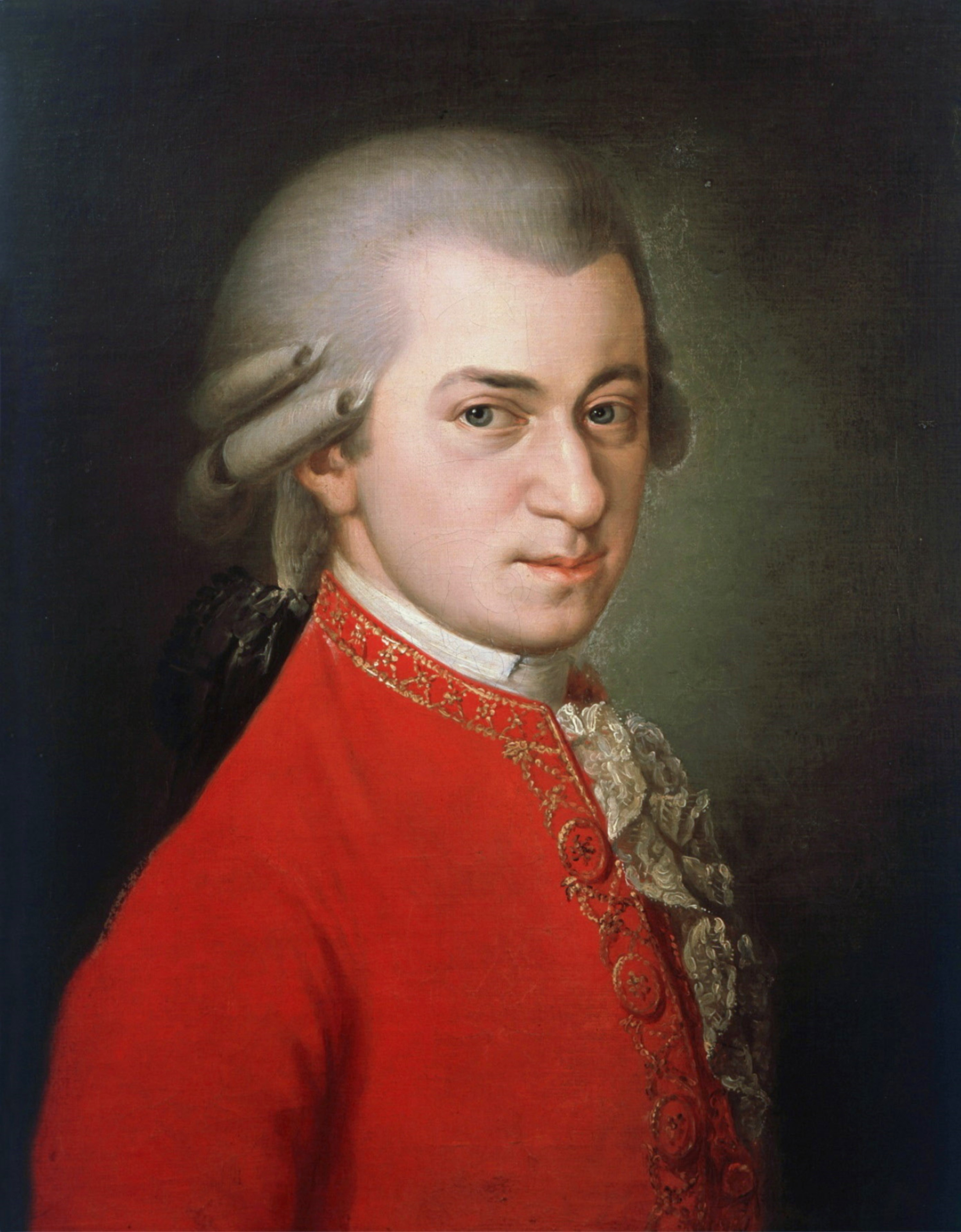
Retrato póstumo de Wolfgang Amadeus Mozart, pintado por Barbara Krafft en 1819

Bei der Hitz im Sommer eß ich (en español, ‘En el calor del verano como’) en sol mayor, K. 234/382e, es un canon a tres voces del que durante mucho tiempo se creyó que había sido compuesto por Wolfgang Amadeus Mozart en 1782 en Viena; pero parece ser que en realidad es obra de Wenzel Trnka.

## Autenticidad
En 1988, Wolfgang Plath, editor del Bärenreiter Neue Mozart-Ausgabe (NMA), presentó pruebas que evidenciaban que el compositor de la obra, así como del canon KV 233/382d, era, en realidad, Wenzel Trnka. El que Mozart no fuera el autor de las KV 229, KV 230, KV 231, KV 233, KV 234 ya se había mencionado en la NMA en 1974. De todas formas, la letra, sin censura, probablemente fue hecha por el mismo Mozart. La esposa de Mozart, Constanze, presentó el canon modificado al editor Breitkopf & Härtel.

## Letra
El texto redescubierto, y posiblemente original dice:
| Bei der Hitz im Sommer eß ich gerne Wurzl und Krauter auch Butter und Rettig; treibt furtreflich Wind und kuhlet mich ab, und kuhlet mich ab. Ich nehm Limonade, Mandelmilch, auch zu Zeiten Horner Bier, auch zu Zeiten Horner Bier; das im heißen Sommer nur, im Sommer nur. Ich für mich in Eis gekuhlts Glas Wein, für mich im Eis gekuhlts Glas Wein in Eis. Auch mein Glas gefrohrnes. |

### Letra alternativa
Según Neue Mozart Edition este es el texto cambiado por Johann Christoph Härtel (1763–1827) o por Christoph Gottlob Breitkopf (1750–1800) para la edición de 1804 de los cánones en Œuvres Complettes de Breitkopf & Härtel.
| Essen, Trinken, das erhält den Leib; 's ist doch mein liebster Zeitvertreib, das Essen und Trinken! Labt mich Speis und Trank nicht mehr, dann ade, dann Welt, gute Nacht! So ein Brätchen, ein Pastetchen, ach! wenn die meinem Gaumen winken, meinem Gaumen winken, dann, dann, dann, ist mein Tag vollbracht, mein Tag vollbracht! Ach! und wenn im lieben Gläschen Sorg und Gram darnieder, niedersinken, dann – aller Welt dann gute Nacht! |